# Ovo de Colombo

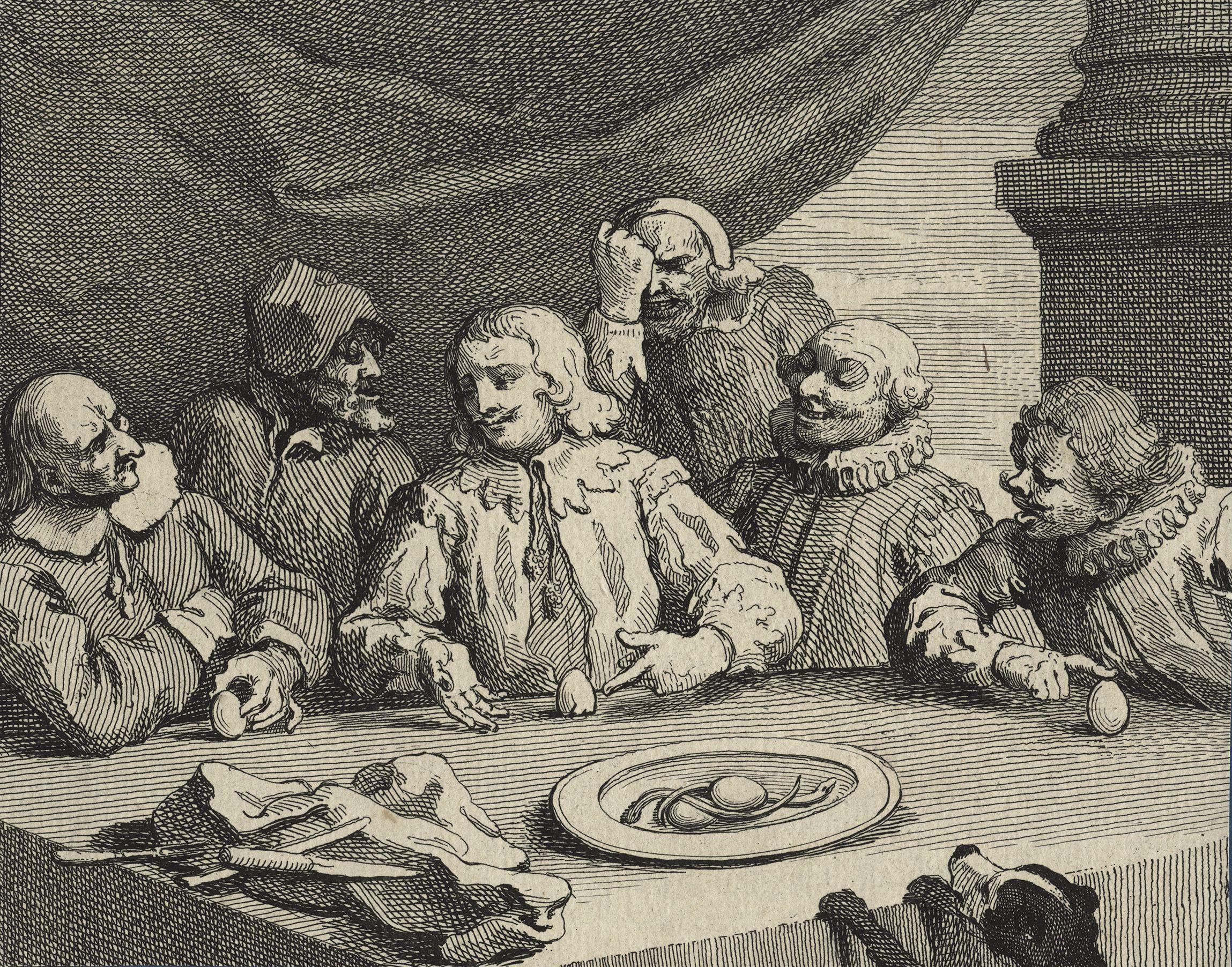
Gravura de 1752 ilustrando a situação no banquete.

O Ovo de Colombo é uma famosa metáfora proverbial do folclore italiano contada em toda a Espanha para referir-se a soluções muito difíceis de se chegar, mas que quando reveladas mostram-se, paradoxalmente, óbvias e simples. e o nome pelo qual ficou conhecido um dispositivo criado por Nikola Tesla que demonstrava os princípios do motor de indução e do campo magnético rotatório por colocar um ovo de cobre de pé.

## História

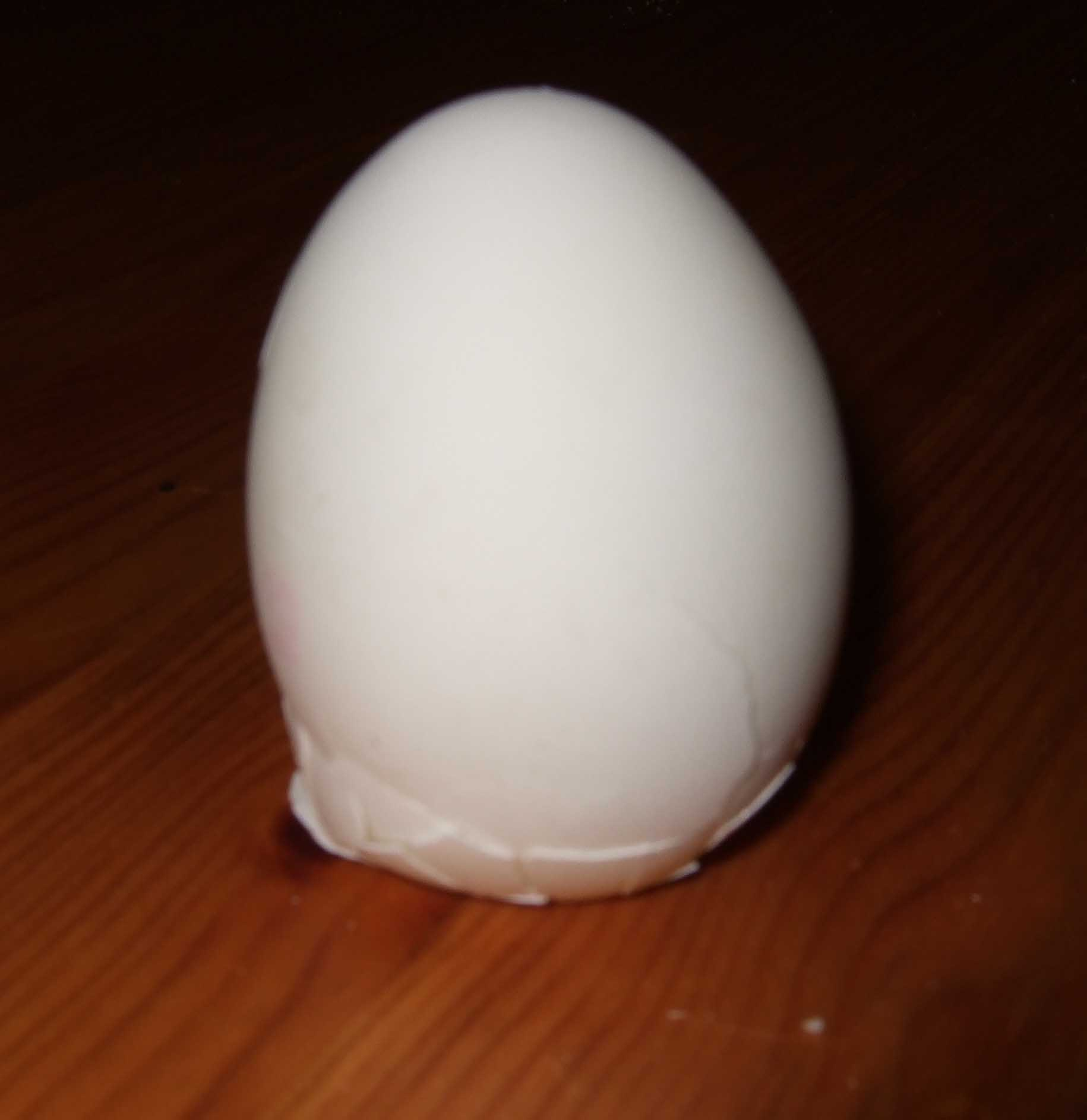
Reconstrução do truque.

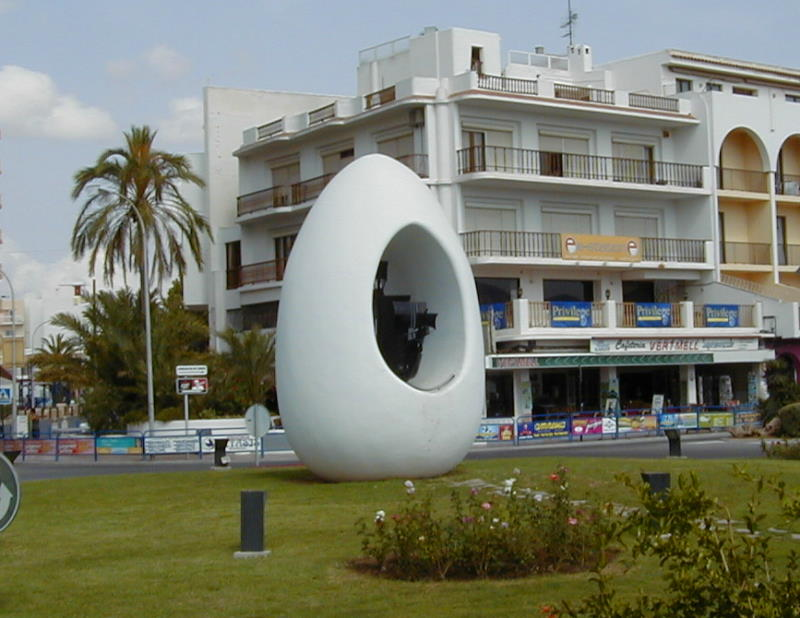
Monumento construído no início da década de 1990 em Ibiza, em comemoração ao reconhecimento de que Cristóvão Colombo nasceu em Sant Antoni de Portmany, nesta ilha. No centro há o modelo de um embarcação do século XV.

Conta-se que Cristóvão Colombo, em um banquete comemorativo pela descoberta da América organizado pelo Cardeal Mendoza, foi perguntado se acreditava que outra pessoa seria capaz de fazer o mesmo, se ele não tivesse feito. Para explicar, Colombo desafiou os presentes a colocar um ovo de galinha fresco de pé sobre uma das suas extremidades. Quase todos que estavam presentes aceitaram o desafio, mas como ninguém conseguia descobrir, Colombo decidiu mostrar a solução: bateu o ovo contra a mesa de leve, quebrando um pouco a casca de uma das pontas, de forma que assim ele se achatasse e pudesse ficar de pé. O cortesão que havia lhe questionado exclamou que desta forma qualquer um poderia fazer, e Colombo responde que de fato qualquer um poderia, porém qualquer a que tenha lhe ocorrido de fazê-lo. Acrescenta que após ele ter mostrado o caminho para o Novo Mundo, qualquer um pode segui-lo, mas que antes foi necessário que alguém tivesse a ideia, e alguém depois precisou colocá-la em prática.
| “ | Convenhamos, entretanto, que apesar de sua simplicidade e facilidade, você não descobriu a solução, e que apenas eu é que removi a dificuldade. O mesmo ocorreu com a descoberta do Novo Mundo. Tudo que é natural parece fácil, após conhecido ou encontrado. A dificuldade está em ser o inventor, o primeiro a conhecer ou a demonstrar. | ” |

## Controvérsia

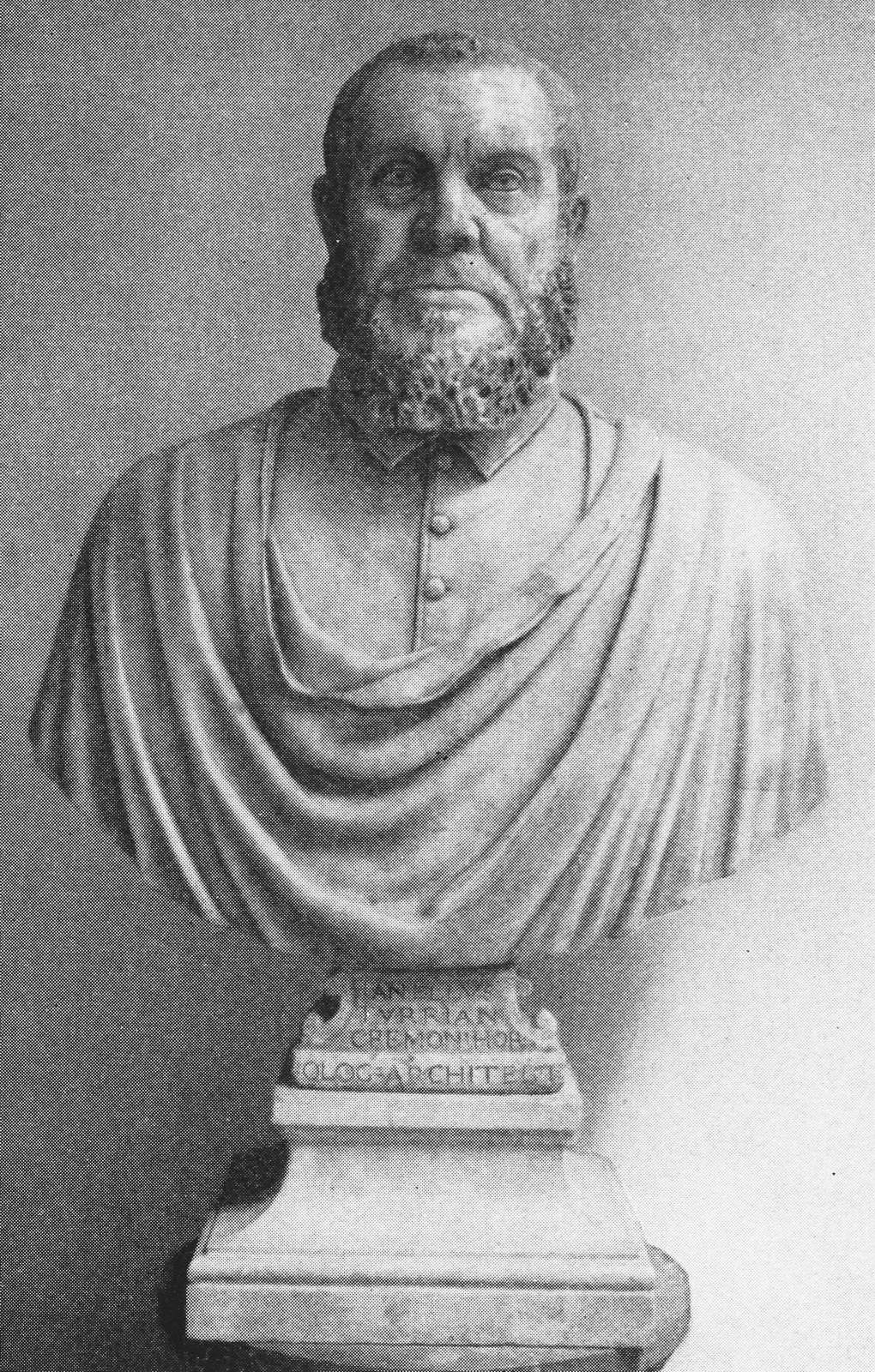
Busto de Juanelo Turriano, outra pessoa a quem se atribui a história de colocar um ovo de pé.

Os historiadores, assim como muitos (por exemplo, Voltaire), afirmam que não foi Colombo o criador do truque do ovo, mas sim o arquiteto italiano Filippo Brunelleschi alguns anos antes. Sendo Colombo italiano, este conhecia a história do ovo, e ao reproduzir o feito para os espanhóis do banquete, ganhou o crédito pela autoria. A história do ovo de Colombo foi publicada pela primeira vez na obra History of the New World, de Girolano Benzoni, em 1565, enquanto a história semelhante do ovo de Brunelleschi fora contada cinquenta anos antes por Giorgio Vasari, no livro Le vite de' più eccellenti pittori, scultori e architettori, de 1550.

À direita, domo da Catedral de Santa Maria del Fiore, em Florença.

Nesta versão, Brunelleschi havia sido incumbido de projetar o domo para a Catedral de Santa Maria del Fiore, em Florença, mas recusou-se a mostrar seu modelo para os governantes da cidade, que o exigiam. Ao invés disso, desafiou um grupo de arquitetos a colocar um ovo de pé. Estes não conseguiram, e então Filipo demonstrou batendo o ovo de leve contra uma mesa de mármore, achatando-o um pouco para que pudesse ser apoiado nesta face. Os arquitetos protestaram, alegando que também conseguiriam isto, e Filipo respondeu-lhes que da mesma forma poderiam construir o domo após olharem seu modelo. Assim, o domo foi construído sob responsabilidade de Filipo, e ficou pronto anos antes da viagem de Colombo.
Outros, porém, atribuem a história ao construtor Juanelo Turriano, que chegou a Espanha como relojoeiro de Carlos V. Alguns situam a história do Ovo de Colombo antes do descobrimento da América.